# 佐藤宏樹
佐藤 宏樹（さとう ひろき、1994年11月14日 - ）は、札幌テレビ放送のアナウンサー。

## 略歴・人物
- 2017年に入社した。同期入社は北本隆雄。
- 北海道出身。法政大学経済学部を卒業した。
- 両親が転勤族のため、大阪府で出生後、埼玉県、千葉県、北海道、東京都と引っ越しした。
- 高校までサッカーをしていた。

## 出演番組

### テレビ
- プロ野球中継（2019年4月 - ）
- サッカー中継
- STVニュース（不定期）

### ラジオ
- STVニュース（不定期）
- STVファイターズLIVE
  - 入社1年目の2017年9月からベンチリポート、2019年5月から実況を担当。

## 過去の出演番組

### テレビ
- どさんこワイド179（2018年4月 - 2019年3月）
- ハッピーおとどけ隊（2017年 - 、不定期キャスター）
- どさんこワイド!!朝!（2019年4月 - 2024年12月）

### ラジオ
- ウイークエンドバラエティ 日高晤郎ショー フォーエバー（2018年10月 - 2019年3月）　- 中継コーナー（ヒロキです・・・中継）担当
- 工藤じゅんきの十人十色特別編成によるMC代役（2021年8月26日、8月27日）
- STVラジオ まるごと!エンタメ〜ション
  - ようじのぢかん 4月第2週（2022年4月11日 - 15日）
  - ようじのぢかん 4月第4週（2023年4月24日 - 28日）
- アタックヤング60（2022年10月パーソナリティー）
- 三井住友カード presents　New!Baseball Live!! 実況（2023年3月14日）